# Aegus impressicollis
Aegus impressicollis es una especie de coleóptero de la familia Lucanidae.

## Distribución geográfica
Habita en Malaya, Borneo, Java, Sumatra.  (Indonesia).